# HD 16589
HD 16589，又名CD-38 875，SAO 193834、HR 780，是一颗恒星，视星等为6.49，位于銀經245.54，銀緯-65.1，其B1900.0坐标为赤經2h 34m 22.8s，赤緯-38° -65.1′ 16″。